# Synallactes robertsoni
Synallactes robertsoni is een zeekomkommer uit de familie Synallactidae.
De wetenschappelijke naam van de soort werd in 1908 gepubliceerd door Clément Vaney.